# Dying Awkward Angel
I Dying Awkward Angel sono un gruppo musicale melodic death metal Italiano formato nel 1998 a Torino.

## Storia del gruppo
La band è stata fondata nel 1998 dal chitarrista Edoardo Demuro dal bassista Ivan Longo.
Lo stile musicale del gruppo prende ispirazione dalle basi del thrash metal degli anni novanta, con un tocco più dark ispirato al death metal.
Nel 2002 si uniscono alla formazione iniziale Federico Fiore (chitarra solista), Alessandro Benedetto (batteria) e Alessandro Iraci (voce) e pubblicano la prima demo, omonima. 
Nel 2004 pubblicano il secondo demo autoprodotto: Ghost at the spine. Nel frattempo Federico Fiore lascia il gruppo e viene sostituito da Daniele Porfido. Fino al 2006 il gruppo vede più volte cambi di formazione, fino all'ultima pubblicazione autoprodotta del singolo Flying through my head. Nonostante le diverse esibizioni live a livello nazionale (2006 al Pollution Fest di Torino con Impaled Nazarene, 2008 all'Insubria Death Metal Fest 2 con Cadaveric Crematorium, Kenos e SNP), la band si scioglie, non riuscendo a trovare una propria identità musicale.
Della formazione originale rimane solo Edoardo Demuro, che nel 2008 incontra Luca Pellegrino (già batterista della band power metal Highlord) con cui rifonda la band con una nuova impronta. Si uniscono alla formazione anche Lorenzo Asselli (chitarra), Daniele Veronese (basso) e Joshua Baecke (voce) e nel 2013 pubblicano il primo album in studio Waiting for punishment, prodotto da CARMA MUSIK Records.
Con la stessa etichetta pubblicano nel 2015 anche l'EP Madness Rising.
Nel 2018 la band ritrova sè stessa e soprattutto una propria identità musicale. Insieme a Davide Onida (basso) e Michele Spallieri (voce) la band produce il secondo full length: Absence of light edito da Rockshots Records. L'album riceve apprezzamenti a livello globale e vengono prodotti anche dei video musicali "Isaiah 53:7" e "Maldita Seas".
La band prende parte l'anno successivo ad un tour nazionale di concerti, facendo da supporto alla band tedesca Necronomicon. Lo stesso anno partecipano al festival Milano DEATH RALLY con Decapitated e Aborted e Rock Inn Somma con Forgotten Tomb e Node.
A fine 2024 esce il singolo The magical world of the dead. Nel 2025 il gruppo annuncia che uscirà un nuovo album attraverso il nuovo singolo "Music Kills".

## Stile e influenze
Come dichiarato dal gruppo stesso, la principale ispirazione viene dalla scena thrash metal degli anni novanta di Svezia, Regno Unito e Stati Uniti d'America. I principali gruppi di che hanno influenzato la band sono: In Flames, At the Gates, Carcass, Dark Tranquillity, Slayer, Death, Pantera, Metallica.

## Formazione attuale
- Edoardo Demuro - chitarra (1998-presente)
- Luca Pellegrino (Highlord, Opera IX) - batteria (2008-presente)
- Lorenzo Asselli - chitarra (2010-presente)
- Davide Onida - basso (2017-presente)
- Michele Spallieri - voce (2018-presente)

### Ex componenti
- Federico Fiore - chitarra
- Ivan Longo - basso
- Alessandro Bendetto - batteria
- Alessandro Iraci - voce
- Daniele Porfido - chitarra
- Benny Bianco Chinto (ex Disarmonia Mundi) - voce
- Daniele Veronese - basso
- Joshua Baecke - voce

## Discografia

### Album in studio
- 2013 - Waiting for punishment (CARMA MUSIK Records)
- 2018 - Absence of light (Rockshots Records)

### Singoli
- 2004 - Flying through my head
- 2024 - The magical world of the dead
- 2025 - Music Kills